# Narcisse Ekanga
Narcisse Ekanga (30 de julho de 1987) é um ex-futebolista profissional guineense que atuava como atacante.

## Carreira
Ekanga representou o elenco da Seleção Guinéu-Equatoriana de Futebol no Campeonato Africano das Nações de 2012.